# Тодд, Телма
Телма Элис Тодд (англ. Thelma Todd; 29 июля 1906 — 16 декабря 1935 ) — американская актриса, снявшаяся примерно в 120 картинах между 1926 и 1935 годами. Запомнилась зрителям комедийными ролями в таких фильмах, как «Обезьяний бизнес», «Лошадиные перья», главной ролью в картине «Проще говоря» и ряде коротких комедий Чарли Чейза.

## Биография
Телма Тодд родилась в городе Лоренс, штат Массачусетс, в семье Джимми и Берты Тодд. У неё был старший брат Уильям. После окончания колледжа, она решила стать школьным учителем. Тем не менее в начале 1920-х годов её интересы поменялись и она стала появляться на различных конкурсах красоты, а в 1925 году получила титул «Мисс Массачусетс». Вскоре её заметил один из разведчиков таланта из Голливуда, и спустя год Тодд дебютировала в кино.
В годы своей карьеры в кино Тодд играла в основном второстепенные роли, появившись при этом более чем в сотне фильмов, среди которых «Петля» (1928). Телма успешно перешла из немого в звуковое кино, достигнув большой популярности в начале 1930-х с серией комедийных фильмов в дуэте с Сейзу Питтс. Дуэт был создан продюсером Хэлом Роачем как аналог мужского комедийного дуэта Лорел и Харди. После того как в 1933 Питтс его покинула, на её замену пришла актриса Пэтси Келли.
Телма Тодд вскоре стала популярной комедийной актрисой, и Хэл Роач давал ей новые роли в фильмах таких мэтров комедий как Бастер Китон и Братья Маркс. Помимо этого актрисе давались и драматические роли, к примеру в фильме «Называй её дикой» (1932), а также она появлялась и в мелодрамах, среди которых «Пленительная юность» (1926) и «Без предела» (1931).
Утром 16 декабря 1935 года тело Телмы Тодд было найдено в её собственной машине в гараже актрисы Джеуел Кармер, жены Роланда Уэста, партнёра Тодд по бизнесу. По заключению экспертов её смерть была вызвана отравлением угарным газом. Вечер до этого Тодд провела в компании других звёзд в популярном голливудском ресторане «Трокадеро». Хотя у неё и произошла ссора с бывшим мужем, друзья утверждали, что Телма оставалась в хорошем настроении, и причин для самоубийства у неё не было. В итоге следователи пришли к выводу, что смерть актрисы стала несчастным случаем из-за того, что она решила согреться в автомобиле и уснула. Несмотря на это в прессе поползли разные слухи относительно смерти актрисы. Очень популярным стало мнение, что Телма Тодд была убита нью-йоркским гангстером Лаки Лучано из-за того, что отказалась с ним встречаться. Также на слуху была история, что её бывший муж Пэт ДиСикко причастен к её смерти.
За свой вклад в киноиндустрию Телма Тодд удостоена звезды на Голливудской аллее славы .